# Jacques Retouret
Jacques Retouret est né à Limoges le 15 septembre 1746. Il fait ses études chez les jésuites, qui cherchent à le garder. Il entre au Carmel le 3 juillet 1763, poursuit ses études, et il est ordonné prêtre à Limoges. Il est appelé à prêcher dans différentes villes (Limoges, Albi, Toulouse), mais il garde une santé fragile. Lors de la révolution française il est arrêté, prête serment « Liberté-Égalité » puis se rétracte. Il est alors condamné à être déporté au-delà des mers. Emprisonné dans des « bateaux-prison », mal nourri et trop faiblement vêtu, malade, il meurt dans l'île Madame (Rochefort), dans la nuit du 25 au 26 août 1794. Il est béatifié par Jean-Paul II le 1er octobre 1995, avec 63 autres prêtres et religieux, martyrs de la foi.

## Biographie

### Enfance
Jacques Retouret est né à Limoges le 15 septembre 1746 (à 11 h), son père, Étienne Retouret, était marchand, sa mère se nommait Marie Theulier. Il est baptisé, à Saint-Pierre le jour même de sa naissance. Enfant, Jacques était sérieux, doux, modeste et prudent, très docile, extrêmement studieux.

### Études et entrée au Carmel
Il fait ses études au collège de Limoges chez les pères jésuites, qui essaient de le garder et le faire entrer dans leur congrégation. Son oncle maternel abbé cherche, pour sa part, à le faire entrer dans son ordre, l'ordre de Saint-Benoît. Mais Jacques préfère se tourner vers l'ordre du Carmel. Le 23 mai 1762, il prononce ses vœux au couvent des Arènes (Carmel de Limoges). Jacques Retouret est envoyé suivre des cours de rhétorique à La Rochefoucauld. Il étudie ensuite, durant cinq ans, la philosophie et la théologie. Il est ordonné prêtre par l'évêque de Limoges, Mgr d'Argentré, qui gardera toute sa vie une estime particulière pour lui. Bien que le couvent des Carmes soit très éloigné de son palais, l'évêque allait voir le Père Retouret dans son couvent, et lui parler dans sa cellule. Jacques Retouret sera longtemps le sous-prieur dans sa communauté religieuse.
Sur ordre de ses supérieurs, Jacques part très vite prêcher dans les églises et cathédrales (Limoges, Albi, Toulouse, etc.). Sa santé devient même mauvaise et il est régulièrement malade (au foie, maux de tête, rhumatismes). Malgré tout cela, il travaille beaucoup.

### Sous la Révolution
Lorsqu'arrive la Révolution française, dans un premier temps, il refuse de prêter serment à la République. Ce refus lui attire la haine des révolutionnaires. Un peu plus tard, il prête le serment qu'on demandait aux prêtres. Une loi est votée exigeant des religieux un certificat de civisme. Jacques en demande un, mais il lui est refusé. Il est alors emprisonné comme suspect. Il se rétracte de son serment, d'abord auprès d'un prêtre autorisé (à recevoir cette rétractation), puis publiquement, le 22 février 1794 devant Guillaume Imbert, commissaire de la municipalité de Limoges.

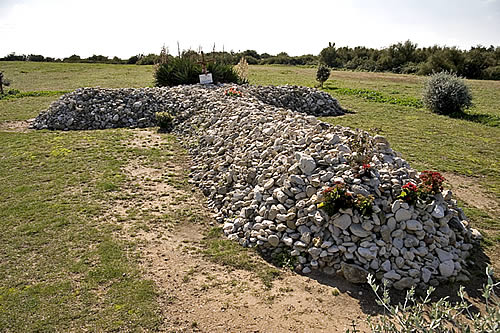
Croix de galets sur l'île Madame.

Pour cet acte de rétractation, il se voit condamné à être déporté en Guyane.
Le 27 mars 1794, il reçoit dans sa prison la visite du médecin, qui le déclare « atteint d'une obstruction au foie, qui n'empêche pas la déportation ». Aussi, le surlendemain, le 29 mars l794, il fait partie des quarante prêtres qui sont envoyés à Rochefort.
À Rochefort, il est installé sur le navire les Deux Associés. En plus des très nombreux maux que les déportés avaient à souffrir dans l'entrepont de ce navire (en juin 1794, une épidémie de typhus se déclare parmi les prisonniers), il en subit d'autres, comme le froid (dont il souffre terriblement) et une sciatique douloureuse. Il meurt dans la nuit du 25 au 26 août 1794 et il est enterré dans l'île Madame, à quelques lieues de Rochefort. À cette date, la marine anglaise faisait le blocus de la France, empêchant le départ des bateaux prisons. De la sorte, beaucoup de prisonniers périrent dans les cales des navires, sans jamais partir pour leur destination de bannissement.

## Béatification
Il est béatifié avec 63 autres prêtres et religieux, comme martyrs de la foi, le 1er octobre 1995, par le pape Jean-Paul II.
Depuis 1910, chaque deuxième quinzaine d'août, a lieu un pèlerinage en souvenir des prêtres déportés.

## Fête liturgique
La fête liturgique dans l'Église catholique est fixée le 26 août, jour de son décès. Dans l'ordre des Carmes déchaux le 26 août est occupé par une autre fête : la Transverbération de sainte Thérèse d'Avila, c'est pourquoi, il est parfois célébré avec ses 3 confrères le 18 août.